# کلاودیا رینکووسکا
کلاودیا رینکووسکا (به انگلیسی: Klaudia Rynkowska) ژیمناست زادهٔ ۱۴ ژوئن ۱۹۸۶ میلادی اهل کشور لهستان است.